# Zur goldenen Bibel

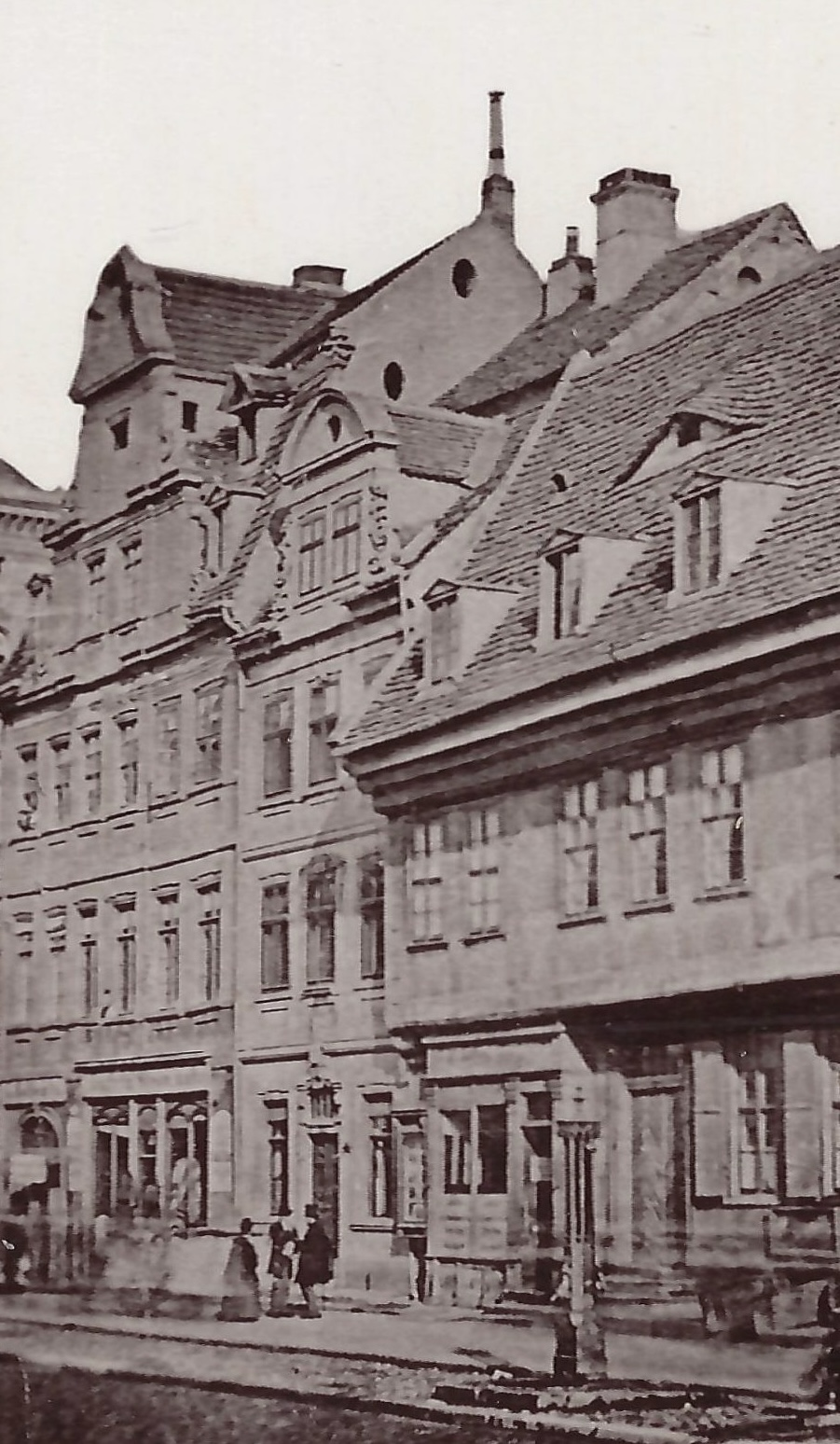
Haus Zur goldenen Bibel (schmaler Bau in der Mitte), vor 1872

Das Haus Zur goldenen Bibel war ein historisches Wohn- und Geschäftshaus in Magdeburg im heutigen Sachsen-Anhalt.

## Lage
Das Gebäude befand sich in der Magdeburger Altstadt auf der Ostseite des Breiten Wegs an der ehemaligen Adresse Breiter Weg 52, etwas südlich der Einmündung des Zugangs zum Alten Markt. Nördlich grenzte das Haus Zum grünen Tiger, südlich das Haus Zur Lauenburg an. Heute befindet sich der ehemalige Standort des Hauses etwas nordwestlich vor dem Eckhaus Alter Markt 13/14.

## Geschichte und Architektur
Im Jahr 1631 gehörte das Gebäude Markus Bichling. Bei der Zerstörung Magdeburgs im Jahr 1631 wurde auch dieses Haus zerstört. In der Zeit bis 1637 erbten der Domprediger Reinhard Bake, seine Schwester, die Witwe David Lemkens, und sein Stiefneffe Christoph Michael Mörling das Grundstück. Die Erben veräußerten die Fläche im Jahr 1651 für 400 Taler an den Schiffer Hieronymus Voigt. Voigt errichtete wieder ein Haus, wobei er als Bauvorschrift eine Fluchtlinie zu beachten hatte, so dass das Haus zurückgesetzt errichtet werden musste. Als Ersatz erhielt er nach hinten raus mehr Fläche. Die zusätzliche Fläche stammte vom nördlichen Nachbarn Lindemann. Der Nachbar besaß keinen Abort und durfte daher den im Keller des Hauses Zur goldenen Bibel befindlichen Abort mitbenutzen. Voigt war zumindest noch 1657 Eigentümer. Ihm folgten seine Erben und sodann der Buchbinder Mathias Lückemann nach. Seine Witwe heiratete den Buchbinder Gottfried Behle (auch Böhle), der das Haus für 700 Taler im Jahr 1678 übernahm. Ihm selbst gehörte die Immobilie bis 1728, der Familie bis zum Jahr 1764. Es wird vermutet, dass der Name des Hauses Zur goldenen Bibel auf Behle, der auch Herausgeber des Magdeburger Gesangbuches war, zurückging, der möglicherweise das Haus so benannte.
Am Gebäude befand sich auf einer Darstellung der Bibel die Inschrift:
SDS soll dabei für das lateinisch Soli Deo gloria ‚Gott allein sei die Ehre‘ gestanden haben.
Das nach der Inschrift wohl 1719 errichtete Gebäude war dreigeschossig und nur drei Achsen breit. Es wurde mittig von einem zweiachsigen Zwerchhaus bekrönt.
Im Jahr 1803 war ein Schrader Eigentümer. 1845 wurde ein Josti geführt, auch 1870 war ein Kaufmann Josti Eigentümer des Hauses. Nach dem Jahr 1888 erfolgte ein Umbau des Hauses. Es wurde aufgestockt und erhielt eine Fassade in einer historisierenden Gestaltung.
Ab 1906 gab es Pläne zu einem Umbau des Bereichs Breiter Weg 51/52 und Schuhbrücke 13 bis 17, die dann 1911/1912 unter Einbeziehung des Hauses Zur goldenen Bibel durchgeführt wurden. 1914 gehörte der Komplex dem Kaufmann Bernhard Münzer, der in der Beethovenstraße 5 lebte. Im April 1919 wurden die Schaufensterscheiben bei Unruhen zerschossen.
1925 befand sich im Gebäude das Modewarenhaus Lange & Münzer, später, zumindest ab 1938, gehörte das Objekt der Modenhaus Horn AG. In den 1920er und 1930er Jahren wurden mehrere Umbauten vorgenommen.
Während des Zweiten Weltkriegs wurde der Gebäudekomplex zerstört. Baufällige Teile wurden im November und Dezember 1948 gesprengt und sodann beseitigt. Hierfür fielen Kosten in Höhe von 940 DM an. Im Februar wurden Reste der Ruine abgerissen. In der Zeit der DDR entstand östlich der Wohnhausneubau Alter Markt 13/14.